# Clasiopella
Clasiopella är ett släkte av tvåvingar. Clasiopella ingår i familjen vattenflugor.
Kladogram enligt Catalogue of Life:
| Clasiopella | \| \| Clasiopella austra \| \| \| \| \| \| Clasiopella uncinata \| \| \| \| |
|             | \| \| Clasiopella austra \| \| \| \| \| \| Clasiopella uncinata \| \| \| \| |
|             | Clasiopella austra                                                          |
|             |                                                                             |
|             | Clasiopella uncinata                                                        |
|             |                                                                             |